# MRGPRD
Mas-sličan G-protein spregnuti receptor, član D je protein koji je kod ljudi kodiran MRGPRD genom.

## Literatura
1. ↑  Dong X, Han S, Zylka MJ, Simon MI, Anderson DJ (2001). „A diverse family of GPCRs expressed in specific subsets of nociceptive sensory neurons”. Cell. 106 (5): 619—32. PMID 11551509. doi:10.1016/S0092-8674(01)00483-4.
2. ↑  Zylka MJ, Dong X, Southwell AL, Anderson DJ (2003). „Atypical expansion in mice of the sensory neuron-specific Mrg G protein-coupled receptor family”. Proc Natl Acad Sci U S A. 100 (17): 10043—8. PMC 187757 . PMID 12909716. doi:10.1073/pnas.1732949100.
3. ↑  „Entrez Gene: MRGPRD MAS-related GPR, member D”.

## Dodatna Literatura
- Takeda S; Kadowaki S; Haga T;  . (2002). „Identification of G protein-coupled receptor genes from the human genome sequence.”. FEBS Lett. 520 (1-3): 97—101. PMID 12044878. doi:10.1016/S0014-5793(02)02775-8.
- Shinohara T; Harada M; Ogi K;  . (2004). „Identification of a G protein-coupled receptor specifically responsive to beta-alanine.”. J. Biol. Chem. 279 (22): 23559—64. PMID 15037633. doi:10.1074/jbc.M314240200.